# Генетичка варијабилност
Генетичка варијабилност представља способност генетичког материјала да се мења чиме се постиже његова огромна разноврсност. Постизање варијабилности у свим фазама деловања гена и на свим нивоима живог света (јединка, популација, врста и др.)основни је циљ наслеђивања и управо су томе прилагођени главни генетички механизми. Наслеђивање није » круто « умножавање постојећих особина већ одржавање способности прилагођавања променљивим условима животне средине. 
Извори генетичке и фенотипске варијабилности су:
- мутације и
- комбинације (рекомбинације).

Основна разлика између мутација и комбинација је у томе што мутације доводе до стварања нових алела (гена), а комбинације представљају распоређивање већ постојећих гена родитеља при образовању њихових потомака.

## Комбинације и рекомбинације
При настанку бројних гамета и зигота остварује се велика разноврсност у комбиновању ћелијских хромозома, који носе читаве групе гена. Број комбинација зависи од броја хромозома у ћелији – што је број хромозома већи, већи је и број њихових комбинација. Хромозоми се међусобно комбинују при :
1. раздвајању хомологих хромозома у анафази мејозе I при образовању гамета (у сперматогенези и оогенези);23 пара хромозома човека се комбинују по принципу случајности тако да могу дати 223= 8 000 000 генотипски различитих гамета
2. оплођењу, када се, у ствари, комбинују комплетни геноми садржани у гаметима; број могућих комбинација хромозома при настанку зигота човека је 223 x 223= 246 (приближно то износи 70 трилиона).

Наведеним начинима комбинују се слободни гени смештени на различитим хромозомима. Гени који се налазе на једном истом хромозому (везани гени) не могу се комбиновати наведеним начинима. Комбинација везаних гена одвија се на посебан начин назван рекомбинација (поновна комбинација). Рекомбинације се врше процесом кросинг-овера (енгл. crossing-over) у пахитену профазе мејозе I. Хомологи хромозоми се међусобно приближе, а затим њихове несестринске хроматиде размене делове. После размене делова хроматиде које су у томе учествовале садрже делове и мајчиног и очевог хромозома. 
Видети такође:
- мутација
- кросинг-овер